# Ewa Zytkiewicz
Ewa Zytkiewicz-Wieczorek (ur. 16 stycznia 1939 w Poznaniu) – aktorka teatralna, filmowa i telewizyjna.

## Życiorys
W 1962 ukończyła studia magisterskie na Wydziale Aktorskim Państwowej Wyższej Szkoły Filmowej, Telewizyjnej i Teatralnej im. Leona Schillera w Łodzi. Występowała na deskach Teatru im. Aleksandra Fredry w Gnieźnie (1962–1963; 1964–1966), Teatru Ziemi Lubuskiej w Zielonej Górze (1963–1964), Teatr im. Adama Mickiewicza w Częstochowie (1966–1970), Teatrze Rozmaitości w Krakowie (1970–1973) i Teatrze Bagatela w Krakowie (1973–1994). Dwunastokrotnie asystowała reżyserom przy realizacji spektakli. Wyszła za mąż za Tadeusza Wieczorka.

## Spektakle
- 1962: Rodzynek w słońcu (Teatr PWSTiF w Łodzi, reż. Jerzy Walden), jako Lena
- 1962: Burza (Teatr PWSTiF w Łodzi, reż. Adam Daniewicz) jako Katierina, Fiekłusza
- 1962: Sen nocy letniej (Teatr im. Aleksandra Fredry w Gnieźnie, reż. Zbigniew Kopalko) jako Hipolita-Tytania
- 1963: Osobliwe zdarzenie (Teatr im. Aleksandra Fredry w Gnieźnie, reż. Jan Orsza) jako Marianna
- 1963: Balladyna (Teatr Ziemi Lubuskiej w Zielonej Górze, reż. Bohdan Czechak) jako Goplana
- 1963: Intratna posada (Teatr Ziemi Lubuskiej w Zielonej Górze, reż. Bohdan Czechak) jako Anna Pawłowna
- 1964: Śluby panieńskie, czyli Magnetyzm serca (Teatr im. Aleksandra Fredry w Gnieźnie, reż Stefan Drewicz) jako Klara
- 1965: Wieczór Trzech Króli (Teatr im. Aleksandra Fredry w Gnieźnie, reż. Przemysław Zieliński) jako Viola
- 1966: Bohater bez chorągwi (Teatr im. Aleksandra Fredry w Gnieźnie, reż. Olga Koszutska) jako Róża
- 1966: Paryski Gavroche (Teatr im. Aleksandra Fredry w Gnieźnie, reż. Stefania Domańska) jako Eponina
- 1966: Stanisław i Bogumił (Teatr im. Aleksandra Fredry w Gnieźnie, reż. Przemysław Zieliński) jako Wszesława
- 1966: Drewniana miska (Teatr im. Adama Mickiewicza w Częstochowie, reż. Andrzej Uramowicz) jako Suzie Dennison
- 1967: Dallas w samo południe (Teatr im. Adama Mickiewicza w Częstochowie, reż. Ryszard Smożewski) jako Cowboy-girlsa ze słowem bożym i reklamą
- 1967: Tango (Teatr im. Adama Mickiewicza w Częstochowie, reż. Edmund Pietryk) jako Ala
- 1967: Opera za trzy grosze (Teatr im. Adama Mickiewicza w Częstochowie, reż. Ryszard Smożewski) jako Jenny
- 1967: Bunt w Kronsztadzie (Teatr im. Adama Mickiewicza w Częstochowie, reż. Jerzy Ukleja) jako Tata Nieradowa
- 1967: Pastorałka (Teatr im. Adama Mickiewicza w Częstochowie, reż. Jerzy Ukleja) jako Maria
- 1968: Brytannik (Teatr im. Adama Mickiewicza w Częstochowie, reż. Bohdan Czechak) jako Junia
- 1968: Królewskie łowy (Teatr im. Adama Mickiewicza w Częstochowie, reż. Jerzy Ukleja) jako Małgorzata
- 1968: Sto dni małżeństwa (Teatr im. Adama Mickiewicza w Częstochowie, reż. Andrzej Makarewicz)
- 1969: Fizycy (Teatr im. Adama Mickiewicza w Częstochowie, reż. Bohdan Czechak) jako Monika Stettler
- 1969: Legenda (Teatr im. Adama Mickiewicza w Częstochowie, reż. Józef Wyszomirski) jako żałobnica 3; rusałka 2
- 1969: Gwałtu, co się dzieje! (Teatr im. Adama Mickiewicza w Częstochowie, reż. Jerzy Ukleja) jako Urszula
- 1970: Balladyna (Teatr im. Adama Mickiewicza w Częstochowie, reż. Józef Wyszomirski) jako Balladyna – również asystentka reżysera
- 1970: Królowa przedmieścia (Teatr Rozmaitości w Krakowie, reż. Jerzy Ukleja) jako Zośka, Ewa, kuchta, mężatka, Zośka
- 1971: Jasełka (Teatr Rozmaitości w Krakowie, reż. Jerzy Ukleja) jako anioł, Maria, czarownica, krakowianka
- 1971: Chłopi (Teatr Rozmaitości w Krakowie, reż. Wanda Wróblewska) jako organiścina
- 1971: Barillon się żeni! (Teatr Rozmaitości w Krakowie, reż. Halina Gryglaszewska) jako pani Jambart
- 1973: Kariera Artura Ui (Teatr Bagatela im. Tadeusza Boya-Żeleńskiego w Krakowie, reż. Mieczysław Górkiewicz) – asystentka reżysera
- 1973: Po górach, po chmurach (Teatr Bagatela im. Tadeusza Boya-Żeleńskiego w Krakowie, reż. Mieczysław Górkiewicz) jako śmierć
- 1974: O Rumcajsie rozbójniku (Teatr Bagatela im. Tadeusza Boya-Żeleńskiego w Krakowie, reż. Aleksander Lic) jako Anka – również asystentka reżysera
- 1974: Boy-mędrzec (Teatr Bagatela im. Tadeusza Boya-Żeleńskiego w Krakowie, reż. Mieczysław Górkiewicz)
- 1975: Zapomnieć o Herostratesie (Teatr Bagatela im. Tadeusza Boya-Żeleńskiego w Krakowie, reż. Mieczysław Górkiewicz) jako Eryta
- 1977: Matka Joanna od Aniołów (Teatr Bagatela im. Tadeusza Boya-Żeleńskiego w Krakowie, reż. Leopold René Nowak) jako zakonnica
- 1977: Panna Tutli-Putli (Teatr Bagatela im. Tadeusza Boya-Żeleńskiego w Krakowie, reż. Mieczysław Górkiewicz) jako Girlasa, niewolnica
- 1978: Kram z piosenkami (Teatr Bagatela im. Tadeusza Boya-Żeleńskiego w Krakowie, reż. Barbara Fijewska)
- 1980: Polly (Teatr Bagatela im. Tadeusza Boya-Żeleńskiego w Krakowie, reż. Tadeusz Wiśniewski) jako Mrs Ducat
- 1980: Dyl Sowizdrzał (Teatr Bagatela im. Tadeusza Boya-Żeleńskiego w Krakowie, reż. Tadeusz Ryłko) jako wesoła panienka
- 1981: Wesele raz jeszcze (Teatr Bagatela im. Tadeusza Boya-Żeleńskiego w Krakowie, reż. Ewa Kutryś) jako Lucy – również asystentka reżysera
- Przedstawienie "Hamleta" we wsi Głucha Dolna (Teatr Bagatela im. Tadeusza Boya-Żeleńskiego w Krakowie, reż. Jan Błeszyński) jako chłopka II
- 1984: Damy i huzary (Teatr Bagatela im. Tadeusza Boya-Żeleńskiego w Krakowie, reż. Andrzej Jamróz) jako Zuzia – również asystentka reżysera
- 1987: Niedole cnoty (Teatr Bagatela im. Tadeusza Boya-Żeleńskiego w Krakowie, reż. Stefan Szlachtycz) jako pani Du Harpin – również asystentka reżysera
- 1990: Pastorałka (Teatr Bagatela im. Tadeusza Boya-Żeleńskiego w Krakowie, reż. Tadeusz Malak) jako anioł, Herodowa – również asystentka reżysera
- 1991: Tajemniczy ogród (Teatr Bagatela im. Tadeusza Boya-Żeleńskiego w Krakowie, reż. Jerzy Święch) jako pani Medlock – również asystentka reżysera
- 1992: Moralność pani Dulskiej (Teatr Bagatela im. Tadeusza Boya-Żeleńskiego w Krakowie, reż. Jan Güntner) jako Tadrachowa – również asystentka reżysera
- 1993: Panna Tutli-Putli (Teatr Bagatela im. Tadeusza Boya-Żeleńskiego w Krakowie, reż. Krzysztof Orzechowski) jako dzika europejska nędzarka – również asystentka reżysera
- 1993: Świętoszek (Teatr Bagatela im. Tadeusza Boya-Żeleńskiego w Krakowie, reż. Jerzy Zoń) jako pani Pernelle – również asystentka reżysera
- 1994: Przysięga Kościuszki (przedstawienie impresaryjne, reż. Jerzy Zoń)
- 1997: Panna Tutli-Putli (Teatr Bagatela im. Tadeusza Boya-Żeleńskiego w Krakowie, reż. Krzysztof Orzechowski) jako dzika europejska nędzarka – również asystentka reżysera

Źródło.

## Filmografia
- 1960: Historia współczesna jako Krysia, sekretarka Borkowskiego (nie występuje w napisach)
- 1968: Brytannik (spektakl telewizyjny) jako Junia
- 1971: Czerwone i czarne kamienie (spektakl telewizyjny)
- 1972: Legenda o pięknej Witysławie (spektakl telewizyjny)
- 1996: Opowieść o Józefie Szwejku i jego drodze na front (serial telewizyjny), odc. 11 (Tak piękny koniec godzien jest zawiści), jako gospodyni
- 1999: Przygody dobrego wojaka Szwejka (film telewizyjny)
- 2004: Karol. Człowiek, który został papieżem jako pani Antol, sąsiadka Wojtyłów (w napisach nazwisko: Żytkiewicz)
- 2006: Jan Paweł II jako zakonnica

Źródło.

## Odznaczenia
- Złoty Krzyż Zasługi „za zasługi dla kultury polskiej” (2009)[1][3][4][2]